# Рок (округ Вуд, Вісконсин)
Рок (англ. Rock) — місто (англ. town) в США, в окрузі Вуд штату Вісконсин. Населення — 787 осіб (2020).

## Демографія
Згідно з переписом 2010 року, у місті мешкало 855 осіб у 318 домогосподарствах у складі 256 родин. Було 353 помешкання
Расовий склад населення:
| - 96,8 % — білих - 0,4 % — чорних або афроамериканців - 0,1 % — азіатів - 2,0 % — осіб інших рас |

До двох чи більше рас належало 0,7 %. Частка іспаномовних становила 2,5 % від усіх жителів.
За віковим діапазоном населення розподілялося таким чином: 23,4 % — особи молодші 18 років, 64,8 % — особи у віці 18—64 років, 11,8 % — особи у віці 65 років та старші. Медіана віку мешканця становила 43,1 року. На 100 осіб жіночої статі у місті припадало 104,5 чоловіків;  на 100 жінок у віці від 18 років та старших — 107,3 чоловіків також старших 18 років.
Середній дохід на одне домашнє господарство  становив 84 734 долари США (медіана — 73 542), а середній дохід на одну сім'ю — 92 972 долари (медіана — 80 000). Медіана доходів становила 47 727 доларів для чоловіків та 40 433 долари для жінок. За межею бідності перебувало 5,1 % осіб, у тому числі 4,3 % дітей у віці до 18 років та 11,3 % осіб у віці 65 років та старших.
Цивільне працевлаштоване населення становило 393 особи. Основні галузі зайнятості: освіта, охорона здоров'я та соціальна допомога — 36,1 %, виробництво — 18,6 %, роздрібна торгівля — 7,6 %, будівництво — 7,4 %.